# Brachineura ussurica
Brachineura ussurica är en tvåvingeart som beskrevs av Fedotova 2004. Brachineura ussurica ingår i släktet Brachineura och familjen gallmyggor. Inga underarter finns listade i Catalogue of Life.